# Suezichthys
Suezichthys là một chi cá biển thuộc họ Cá bàng chài. Hầu hết các loài trong chi này có phạm vi phân bố tập trung ở khu vực Ấn Độ Dương - Thái Bình Dương, riêng S. rosenblatti là loài duy nhất trong chi xuất hiện ở Đông Thái Bình Dương và S. ornatus ở Đông Nam Đại Tây Dương.

## Phân loại
Ban đầu, S. ornatus được xếp vào chi gốc là Labrus, nhưng Russell sau đó đã lập một chi mới trong họ Cá bàng chài là Nelabrichthys và lấy L. ornatus làm loài điển hình cho chi này. Chi Nelabrichthys này sau đó được Kuiter (2002) xem là danh pháp đồng nghĩa của Suezichthys, bởi N. ornatus khá tương đồng về kiểu màu của cá đực với S. arquatus và S. notatus.

## Từ nguyên
Từ định danh của chi được đặt theo tên của vịnh Suez (Biển Đỏ), nơi mà mẫu gốc của loài điển hình là S. caudavittatus được tìm thấy. Hậu tố ichthys trong từ định danh có nghĩa là "cá", mang hàm ý phân biệt với Suezia, cái tên đã được đặt trước đó cho một chi cũ thuộc phân lớp Giáp xác chân chèo bởi Gurney vào năm 1927 (Smith đã đặt cho chi cá này cái tên Suezia vào năm 1957).

## Mô tả
Suezichthys là những loài dị hình giới tính, đầy màu sắc. Chiều dài cơ thể tối đa được ghi nhận là 16 cm, thuộc về S. gracilis.

## Các loài
Có tất cả 12 loài được ghi nhận trong chi này, bao gồm:
- Suezichthys arquatus Russell, 1985
- Suezichthys aylingi Russell, 1985
- Suezichthys bifurcatus Russell, 1986
- Suezichthys caudavittatus (Steindachner, 1898)
- Suezichthys cyanolaemus Russell, 1985
- Suezichthys devisi (Whitley, 1941)
- Suezichthys gracilis (Steindachner & Döderlein, 1887)
- Suezichthys notatus (Kamohara, 1958)
- Suezichthys ornatus (Carmichael, 1819)
- Suezichthys rosenblatti Russell & Westneat, 2013[2]
- Suezichthys russelli Randall, 1981
- Suezichthys soelae Russell, 1985